# فرس البحر الرجائي
فرس البحر الرجائي (الاسم العلمي: Hippocampus capensis) (بالإنجليزية: Knysna seahorse)‏ هو نوع من الأسماك يتبع جنس فرس البحر من فصيلة زمارات البحر.